# Проетти, Стефания
Стефания Проетти (итал. Stefania Proietti; род. 5 января 1975, Ассизи, Умбрия) — итальянский политик, губернатор Умбрии (с 2024).

## Биография
Родилась 5 января 1975 года в Ассизи. Окончила научный лицей, затем окончила университет Перуджи, где специализировалась на механической инженерии. Получила докторскую степень в промышленной инженерии и степень магистра второго уровня в управлении энергетическими системами. Помимо работы на инженерных должностях также преподавала в университете. В 2016 году избрана мэром Ассизи, в 2021 году — главой администрации провинции Перуджа.
17-18 ноября 2024 года пошла на региональные выборы в Умбрии во главе левоцентристского блока, основу которого составили Демократическая партия, Движение пяти звёзд, а также Альянс зелёных и левых. Победила на выборах главы администрации региона с результатом 51,1 %, а в целом коалиция получила 12 из 19 мест в региональном парламенте.
2 декабря 2024 года официально вступила в должность главы администрации региона Умбрия.